# 尊室煔
尊室煔（越南语：／；1856年—1914年1月25日），越南阮朝官員。

## 生平
尊室煔出身於阮朝尊室第九系，嗣德九年（1856年）出生，是京城提督尊室燍之子。嗣德三十一年（1878年），尊室煔參加承天場鄉試，考中舉人。次年（1879年），會試中格，參加庭試，考中副榜。成泰初年曾任廣義按察使和辦理禮部事務。成泰六年（1894年）正月，以陪使身份出使法國。回國後改任辦理吏部事務，並充經筵日講官。成泰七年（1895年）四月，停充日講官，改兼攝尊人府右尊卿。後升吏部侍郎。成泰十年（1898年）三月，擔任會試閱卷官。成泰十八年（1906年），任順慶總督，不久廢順慶總督一職，改任清化總督。維新四年（1910年）二月，升署協辦大學士，仍領清化總督，後加太子少保銜。維新七年十二月三十日（1914年1月25日），尊室煔在清化總督任上去世，壽五十八歲。阮朝朝廷追贈美成子（越南语：／）。

## 子女
尊室煔有四位妻子（一說五位），生有12子和13女。
- 第六女尊女氏琰，母阮氏春，嫁陳踐詮，陳踐誠曾孫
- 女尊女氏欽，嫁給胡得愷[10]
- 幼子尊室松，母黃氏美麗（1876－1949），越南醫學教授[5][9]
  - 孫尊室栢，尊室松之子，越南外科副教授